# Grand Guignol

Affisch till en föreställning på Grand-Guignol 1928

Le théâtre du Grand Guignol, mer känd som Grand-Guignol var en teater i Paris nionde arrondissement, berömd för sina makabra och blodiga skräckföreställningar. Teatern öppnade den 13 oktober 1897, hade 280 platser och drabbades flera gånger av censuren som förbjöd ett antal pjäser. Till teaterns framträdande och mer eller mindre fast anställda skådespelare hörde Paula Maxa och René Chimier. Dess namn används ofta som en allmän term för grafisk, amoralisk skräckunderhållning, en genre som är populär från elisabetansk och jakobinsk teater (till exempel Shakespeares Titus Andronicus och John Websters Hertiginnan av Malfi och Den vita djävulen), till dagens splatterfilmer.
I och med ljud- och skräckfilmens intåg blev konkurrensen hårdare, och den 5 januari 1963 spelades den sista föreställningen på Grand-Guignol. Idag inhyser byggnaden lokaler för International Visual Theatre (IVT) som drivs av Emmanuelle Laborit.

## Historia

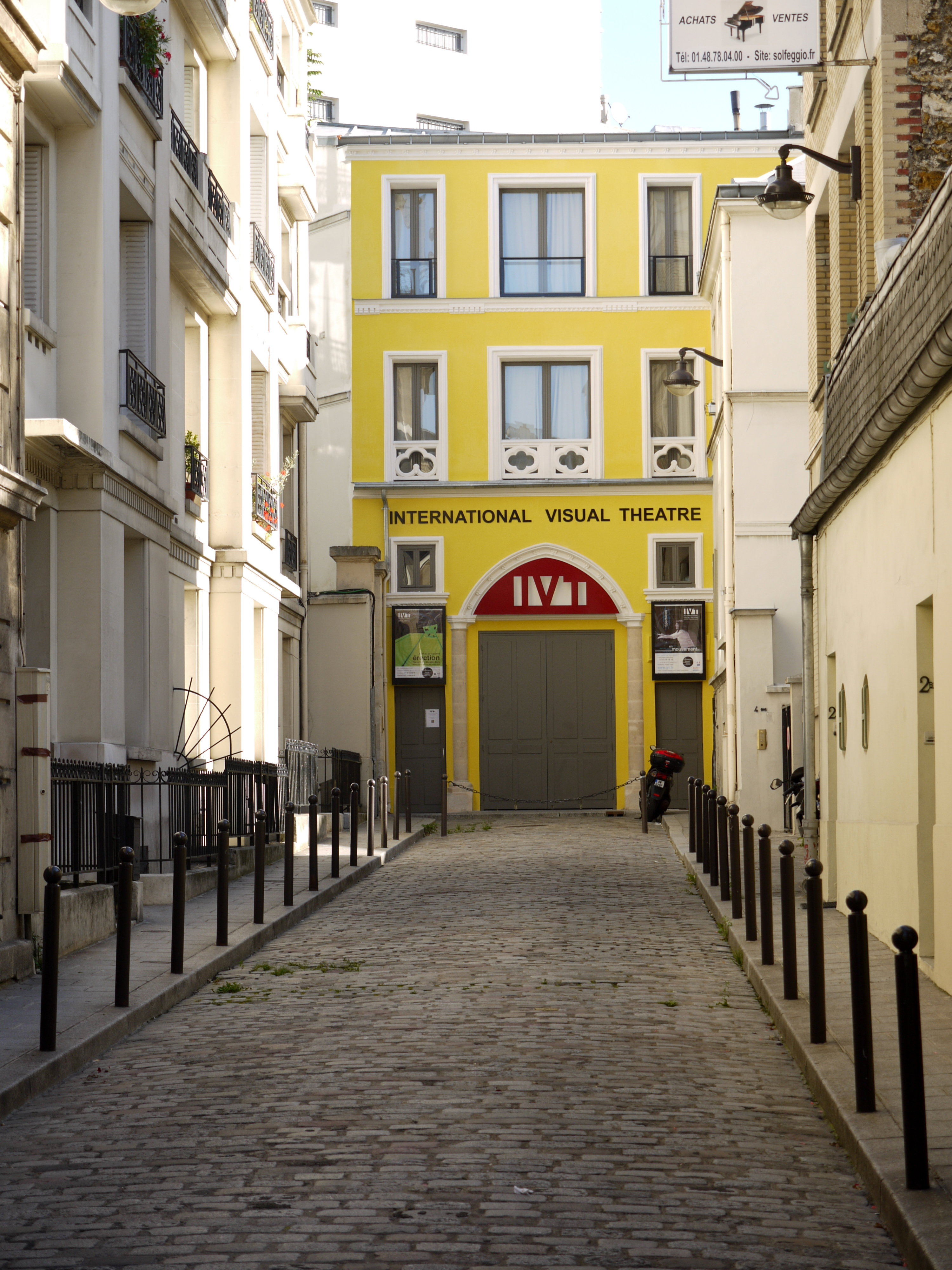
Den tidigare platsen för Grand-Guignol, som nu är hem för International Visual Theatre.

Théâtre du Grand-Guignol grundades 1897 av Oscar Méténier, som planerade det som en plats för naturalistiska föreställningar. Med 293 sittplatser var lokalen den minsta i Paris.
Teatern var ett före detta kapell (och tidigare konstnärsateljé för målaren Georges-Antoine Rochegrosse) och dess tidigare liv syntes tydligt i logerna – som såg ut som biktstolar – och i änglarna över orkestern. Även om arkitekturen skapade frustrerande hinder, blev den design som till en början var ett problem till slut fördelaktig för marknadsföringen av teatern. De ogenomskinliga möblerna och de gotiska strukturerna som är sporadiskt placerade på byggnadens väggar utstrålar en känsla av kuslighet från det ögonblick man kommer in. Folk kom till den här teatern för en upplevelse, inte bara för att se en föreställning. Publiken på Grand-Guignol uthärdade skräcken i föreställningarna eftersom de ville fyllas med starka "känslor" av något. Många gick på föreställningarna för att få en känsla av sexuell upphetsning. Under balkongen fanns loger (ursprungligen byggda för nunnor att titta på gudstjänster) som var tillgängliga att hyra för teaterbesökare eftersom de blev bli så upphetsade av det som hände på scenen. Det har sagts att publiken blev så högljudd i logerna att skådespelare ibland bröt sina karaktärer och skrek något i stil med "Håll er lugna där nere!" Omvänt fanns det åskådare som inte fysiskt kunde hantera brutaliteten i de händelser som ägde rum på scenen. Ofta var "specialeffekterna" för realistiska och inte sällan svimmade eller kräktes personer i publiken under föreställningarna. Teaterregissören Max Maurey använde otrevligheten till sin fördel genom att anställa läkare för att vara med på föreställningar som ett marknadsföringsknep.
Teatern har fått sitt namn från Guignol, en traditionell Lyonnaise-dockfigur, som ansluter sig till politiska kommentarer i stil med Punch and Judy.
Teaterns höjdpunkt inträffade mellan första och andra världskriget, då den besöktes av kungligheter och kändisar i festkläder.

## Förgrundsfigurer

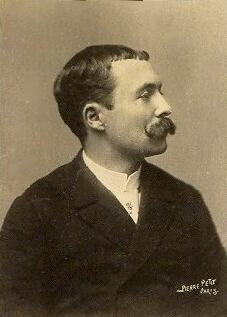
Oscar Méténier

- Oscar Méténier var Grand-Guignols grundare och ursprungliga chef. Méténier var en före detta hantlangare till en polischef, författare till refuserade pjäser, bekant med Guy de Maupassant och framför allt utbildad av André Antoine i naturalistisk teater. Under hans ledning satte teatern upp pjäser om en klass av människor som inte ansågs vara lämpliga ämnen på andra arenor: prostituerade, kriminella, gatupojkar och andra i den nedre delen av Paris sociala skikt. Grand-Guignol öppnades officiellt den 13 april 1897. Till teatern kom en mycket varierad publik, från grannskapet och de rika kvarteren, till slummen och skälvde av välbehag. Men censuren övervakade och förbjöd redan från början flera pjäser, bland annat Lui! av Méténier, som för första gången på teatern iscensatte den stängda dörren mellan en prostituerad och hennes mördare. Han tog också hjälp av författare som Jean Lorrain, Fabrice Delphi och Georges Courteline.

- André Antoine var grundare av Théâtre Libre och medarbetare till Méténier. Hans teater gav Méténier en grundläggande modell att använda för Grand Guignol Theatre.

- Sekelskiftet och dess begynnande oro skulle bli en framgång för den andre direktören Max Maurey, även han författare, som tog över tyglarna 1898 och föredrog iscensättning framför text genom att börja använda specialeffekter. Maurey flyttade teaterns tyngdpunkt till de skräckpjäser som den skulle bli berömd för och bedömde en föreställnings framgång efter antalet besökare som svimmade av chock. I genomsnitt skedde två svimningar varje kväll. Han byggde också upp en specialiserad repertoar (särskilt om mentala obalanser, även bland vårdgivare) genom att anlita nya författare som den produktive André de Lorde (med smeknamnet "Skräckens furste", han har mer än 70 verk på sin meritlista), José de Bérys, Henri-René Lenormand, Élie de Bassant, René Berton, Charles Foleÿ, Maurice Level. Framgången var enorm. Vissa pjäser som The System of Dr. Tar och Professor Plume (1903) efter Edgar Allan Poe blev klassiker.

- De Lorde var teaterns främste dramatiker från 1901 till 1926. Han skrev minst 100 pjäser för Grand-Guignol, som Den gamla damen, Den ultimata tortyren, Brott i dårhuset med flera. Han samarbetade med den experimentella psykologen Alfred Binet för att skapa pjäser om galenskap, ett av teaterns favoriter och ofta återkommande teman.

- Camille Choisy var direktör från 1914 till 1930. Han bidrog med sin expertis inom specialeffekter och scenografi till teaterns särpräglade stil.

- År 1916 lämnade Maurey, som just hade tagit över Théâtre des Variétés, över den konstnärliga ledningen till Camille Choisy, skådespelare och tidigare chef för Théâtre Fontaine. Den senare öppnade sig för nya författare som Charles Méré, André-Paul Antoine och Jean Sartène för skräck, och Albert Willemetz eller Henri Duvernois för komik. Även om vinsterna fanns där, blev han osams med administratören Jack Jouvin 1927 och lämnade för att grunda sin egen teater Théâtre Saint-Georges. Jouvin gjorde ingen besviken, men intäkterna började minska i början av 1930-talet. Med uppkomsten av ljudfilmen och särskilt amerikanska genrefilmer som Frankenstein och Doctor X blev konkurrensen hård. Han lämnade över 1936 till Jacques Bary och Clara Bizou. Regissörerna avlöser sedan varandra, för det mesta författare eller skådespelare som har uppträtt på denna scen, vilket förbättrar effekterna och varierar oron. Stjärnor som Paula Maxa och René Chimier gjorde succé.

- Paula Maxa var en av Grand-Guignols mest kända artister. Från 1917 till 1930-talet uppträdde hon oftast som ett offer och var känd som "den mest mördade kvinnan i världen". Hennes scenskådespeleri kännetecknades av överdrivna gester, skrik av skräck, utbuktande ögon, tårar eller simuleringar av nervösa sammanbrott. Under sin karriär på Grand-Guignol mördades Maxas karaktärer mer än 10 000 gånger på minst 60 olika sätt och våldtogs minst 3 000 gånger. Enligt hennes memorare blev hon "piskad, martyrdödad, skuren i strimlor, ihjälångad, körd genom valsverk, krossad, skållad, förblödd, glasad, spetsad, pålad, benbelagd, hängd, levande begravd, kokt i en gryta, fått tarmarna utskurna, styckad, skjuten, hackad, stenad, sönderriven, kvävd, förgiftad, levande bränd, uppslukad av ett lejon, korsfäst, skalperad, strypt, slaktad, dränkt, pulveriserad, knivhuggen, skjuten och våldtagen".[4]

- Jack Jouvin var direktör från 1930 till 1937. Han vände på teaterns ämne och fokuserade inte föreställningarna på blodig skräck utan på psykologiskt drama. Under hans ledning avtog teaterns popularitet och efter andra världskriget var den inte lika välbesökt.[2]

- Charles Nonon var teaterns siste regissör.[5]

## Pjäser

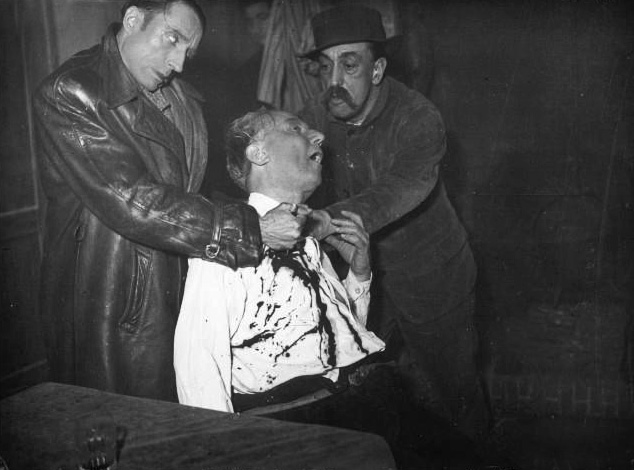
Scen från Grand-Guignol 1937.

I en typisk Grand-Guignol-föreställning fick besökarna se fem eller sex korta pjäser, alla i en stil som försökte vara brutalt sann mot teaterns naturalistiska ideal. De mest populära och mest kända var skräckpjäserna, som hade en distinkt dyster världsbild och blodiga specialeffekter, särskilt i deras klimax. De fasor som skildrades på Grand-Guignol var i allmänhet inte övernaturliga. Snarare utforskade dessa pjäser ofta förändrade tillstånd som galenskap, hypnos eller panik. För att förhöja effekten varvades skräckpjäserna ofta med komedier, en uppställning som kallades "varma och kalla duschar"."
Exempel på skräckshower på Grand Guignol inkluderar:
- Le Laboratoire des Hallucinations, av André de Lorde: När en läkare hittar sin frus älskare i sin operationssal utför han en grafisk hjärnoperation, vilket gör äktenskapsbrytaren till en hallucinerande halvzombie. Älskaren/patienten, som nu är galen, hamrar in en mejsel i doktorns hjärna.[8]
- Un Crime dans une Maison de Fous, av André de Lorde: Två galna kvinnor på ett dårhus använder ett par strumpstickor för att förblinda en vacker ung kvinnlig fånge på grund av svartsjuka.[8]
- L'Horrible Passion, av André de Lorde: En barnflicka stryper barnen hon ska vårda.[7]
- Le Baiser dans la Nuit, av Maurice Level: En ung kvinna besöker en man vars ansikte hon fruktansvärt vanställt med syra, och han får sin hämnd.[9]

## Stängning
Publiken avtog under åren efter andra världskriget, och Grand-Guignol stängde 1962. Ledningen tillskrev nedläggningen delvis det faktum att teaterns falska fasor hade överskuggats av de faktiska händelserna under Förintelsen två decennier tidigare. "Vi skulle aldrig kunna mäta oss med Buchenwald", sa dess siste regissör Charles Nonon: "Före kriget kände alla att det som hände på scenen var omöjligt. Nu vet vi att dessa saker, och värre än så, är möjliga i verkligheten."
Grand-Guignol-byggnaden finns fortfarande kvar. Här ligger numer International Visual Theatre, ett företag som ägnar sig åt att presentera pjäser på teckenspråk.

## Betydelse och påverkan

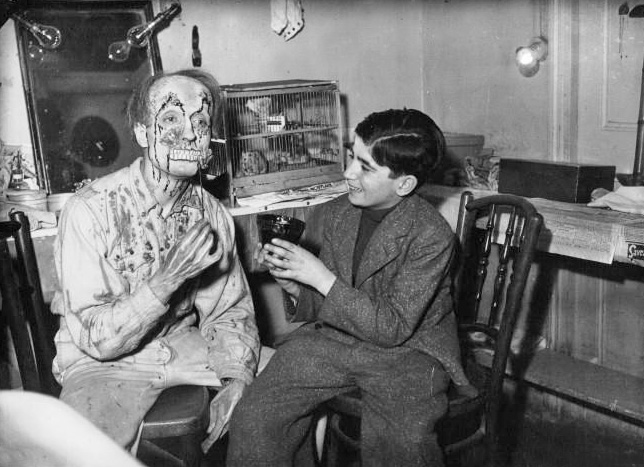
En skådespelare på Grand Guignol förberder sig för entré 1937.

Medan den ursprungliga Grand-Guignol försökte presentera naturalistisk skräck, skulle föreställningarna verka melodramatiska och förhöjda för dagens publik. Av denna anledning används termen ofta om filmer och pjäser av stiliserad karaktär med förhöjt skådespeleri, melodram och teatraliska effekter som Sweeney Todd, Sleepy Hollow, Quills och Hammer Horror-filmerna som kom före dem. Vad hände med Baby Jane?; Hysch hysch, Charlotte!; What Ever Happened to Aunt Alice?; What's the Matter with Helen?; Night Watch och Whoever Slew Auntie Roo? utgör en undergren av genren som kallas Grande Dame Guignol på grund av dess användning av åldrande A-skådespelerskor i sensationella skräckfilmer.
Publiken reagerade starkt på de nya oroväckande teman som skräckpjäserna presenterade. Ett av de mest framträdande temana som iscensattes på Grand-Guignol var demoraliseringen och korruptionen av vetenskapen. Den "onde doktorn" var en återkommande karaktär i de skräckshower som framfördes. Den populära föreställningen The System of Doctor Goudron and Professor Plume av André de Lorde visar en skildring av en läkare som är typisk för teatern. Dr Goudron porträtteras som manisk, galen, opålitlig. Han ses "vanka nervöst" och "hoppa upp på ett skrivbord och gestikulera". Senare beskriver Lorde vetenskapsmannen som våldsam, där Goudron försöker skära ut ett öga och sedan bita händerna på vakter. Under tiden härjade nyfikenhet och skepticism inom vetenskap och medicin. Skildringen av vetenskapsmännen på Grand-Guignol speglade den allmänna attityden av rädsla och förakt. Den medicinska vetenskapen hade rykte om sig att vara "terror och säregen vanära". Det parisiska medelklasssamhället trodde att vetenskapen existerade i en värld av lättsinnighet och falskhet, medan konsten existerade i en värld av ärlighet. Poeten Matthew Arnold är en föredömlig lins att använda för att förstå dessa sympatier.
De teman som Grand-Guignol introducerade i skräckgenren påverkade hur genren existerar idag. Grand-Guignols införande av naturalismen i skräcken "avslöjade den samtida kulturens brutalitet". Tidigare fungerade skräck som eskapism, som handlade om det övernaturliga och orelaterbart. Efter att teatern introducerade relaterbara ämnen i genren, kunde publiken visualisera handlingen som ägde rum och upplevde därmed större rädsla - Grand-Guignol förvandlade skräckhandlingen till något som publiken kunde känna personligen. Skräcken blev ett redskap för idéer och filosofi där djupa "insikter gav vika för skådespel, och skådespel för våld och blod, tills till slut inte mycket annat än det blodiga återstod". Idag börjar skräckgenren med "optimism och hopp", som "vissnar inför slumpmässigt, kaotiskt och oundvikligt våld".

## Arv och nyuppsättningar
Grand-Guignol blomstrade kortvarigt i London i början av 1920-talet under ledning av Jose Levy, där den lockade till sig talanger som Sybil Thorndike, Noël Coward och Richard Hughes (vars enaktare The Sisters' Tragedy till och med överglänste Cowards), och en serie korta engelska "Grand Guignol"-filmer (med originalmanus, inte teateradaptioner) gjordes vid samma tid regisserad av Fred Paul. Flera av filmerna finns på BFI National Archive.

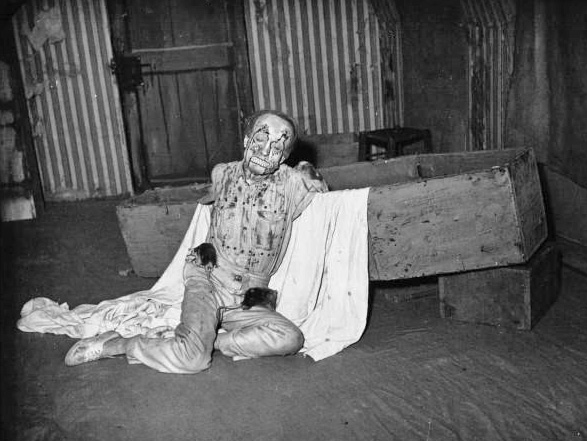
Scen från en Grand-Guignol-föreställning 1937

Grand-Guignol sattes upp igen i London 1945, under ledning av Frederick Witney, där den spelades i två säsonger på Granville Theatre. Bland annat uruppfördes Witneys egna verk och filmatiseringar av franska original.
Under de senaste åren har den engelske regissören och manusförfattaren Richard Mazda återintroducerat New York-publiken till Grand-Guignol. Hans skådespelargrupp The Queens Players har producerat sex uppsättningar av Grand-Guignol-pjäser, och Mazda skriver nya pjäser i klassisk Guignol-stil. Den sjätte produktionen, Theatre of Fear, innehöll De Lordes berömda bearbetning av Poes The System of Doctor Tarr and Professor Fether (Le Systéme du Dr Goudron et Pr Plume) samt två originalpjäser, Double Crossed och The Good Death tillsammans med The Tell Tale Heart.
Mondofilmen Ecco från 1963 (originaltitel: Il mondo di notte numero 3, regisserad av Gianni Proia) innehåller en scen som kan ha spelats in på Grand Guignol-teatern under dess sista år.
Det schweiziska teaterkompaniet Compagnie Pied de Biche har sedan 2008 återvänt till Grand-Guignol-genren i samtida sammanhang. År 2010 satte företaget upp diptyken Impact & Dr. Incubis, baserad på originaltexter av Nicolas Yazgi och regisserad av Frédéric Ozier. Mer än bokstavliga bearbetningar tar pjäserna upp våld, död, brott och rädsla i samtida sammanhang, samtidigt som de återbesöker många troper i den ursprungliga Grand-Guignol-korpusen, ofta med humor.
Det nybildade Londonbaserade Grand-Guignol-kompaniet Theatre of the Damned tog sin första produktion till Camden Fringe 2010 och producerade den prisnominerade Grand Guignol i november samma år. 2011 satte de upp Revenge of the Grand Guignol på Courtyard Theatre i London, som en del av London Horror Festival.
Mellan 2011 och 2016 framförde Baltimore-baserade Yellow Sign Theatre Grand Guignol-produktioner (inklusive en kraftigt uppdaterad version av Le Systéme du Dr Goudron et Pr Plume) samt integrerade Guignol-element i andra föreställningsformer.
I november 2014, 86 år efter den sista visningen av Alfredo Sainatis La Compagnia del Grand-Guignol, som grundades 1908 och som hade varit det enda exemplet på Grand-Guignol i Italien, presenterade Convivio d'Arte Company i Milano Grand Guignol de Milan: Le Cabaret des Vampires. Föreställningen var en originell hyllning till Grand-Guignol, en skräckvaudeville med olika skräck- och groteska framträdanden som monologer, levande musik och burlesk, med en satirisk svart humor som bas.
Sedan 2022 har det Yorkshire-baserade teaterkompaniet Contortium turnerat med Tales of the Bizarre, en modern nypremiär av Grand-Guignol, som presenterar en blandning av nya stycken av olika författare och anpassade original.